# 2022年世界柔道锦标赛
2022年世界柔道锦标赛是第22届男女合并举办的世界柔道锦标赛，于2022年10月6日至13日在乌兹别克斯坦塔什干的Humo Ice Dome进行。塔什干原定举办2021年世界柔道锦标赛，而匈牙利布达佩斯则举办2022年世界柔道锦标赛，后来国际柔道联合会决定布达佩斯改为举办2021年赛事，塔什干则改为举办2022年赛事。这是塔什干第一次主办世界柔道锦标赛。比赛的最初举办日期为8月7日至14日，后来推迟至10月初进行，再之后，主办方再将比赛开赛日期推迟数日，以避免赛程与以色列的赎罪日发生冲突。
自从俄罗斯联同白俄罗斯于2022年2月开始入侵乌克兰以来，国际柔道联合会一度规定两国运动员仅能以中立名义参赛国际比赛。乌克兰方面对国际柔道联合会允许两国运动员参赛的决定不满，扬言抵制有俄罗斯和白俄罗斯运动员参加的国际柔道比赛。2022年9月，俄罗斯主动宣布放弃参加该届比赛，不久后，国际柔道联合会也宣布禁止俄罗斯和白俄罗斯运动员参加国际柔道联合会赛事，直至2023年1月为止。

## 赛程安排
以下是该届比赛的赛程安排，所有时间均为乌兹别克斯坦时间（UTC+5）：
| 比赛日 | 日期     | 项目          | 项目         | 预赛  | 决赛  |
| 比赛日 | 日期     | 男子          | 女子         | 预赛  | 决赛  |
| ------ | -------- | ------------- | ------------ | ----- | ----- |
| 1      | 10月6日  | 60公斤级      | 48公斤级     | 10:30 | 17:00 |
| 2      | 10月7日  | 66公斤级      | 52公斤级     | 10:30 | 17:00 |
| 3      | 10月8日  | 73公斤级      | 57公斤级     | 10:00 | 17:00 |
| 4      | 10月9日  | 81公斤级      | 63公斤级     | 10:00 | 17:00 |
| 5      | 10月10日 | 90公斤级      | 70公斤级     | 10:00 | 17:00 |
| 6      | 10月11日 | 100公斤级     | 78公斤级     | 11:00 | 17:00 |
| 7      | 10月12日 | 100公斤以上级 | 78公斤以上级 | 11:00 | 17:00 |
| 8      | 10月13日 | 混合团体      | 混合团体     | 9:30  | 17:00 |

## 奖牌榜
*   主办国家/地区
| 排名                      | 国家 / 地区               | 金牌 | 銀牌 | 銅牌 | 总计 |
| ------------------------- | ------------------------- | ---- | ---- | ---- | ---- |
| 1                         | 日本                      | 6    | 4    | 3    | 13   |
| 2                         | 巴西                      | 2    | 1    | 1    | 4    |
| 3                         | *                         | 2    | 0    | 0    | 2    |
| 4                         | 法國                      | 1    | 1    | 3    | 5    |
| 5                         | 蒙古国                    | 1    | 1    | 1    | 3    |
| 6                         |                           | 1    | 1    | 0    | 2    |
| 7                         |                           | 1    | 0    | 3    | 4    |
| 8                         | 古巴                      | 1    | 0    | 0    | 1    |
| 9                         | 加拿大                    | 0    | 2    | 1    | 3    |
| 10                        | 德国                      | 0    | 1    | 1    | 2    |
| 10                        | 義大利                    | 0    | 1    | 1    | 2    |
| 12                        | 比利时                    | 0    | 1    | 0    | 1    |
| 12                        | 中國                      | 0    | 1    | 0    | 1    |
| 12                        | 英國                      | 0    | 1    | 0    | 1    |
| 15                        |                           | 0    | 0    | 2    | 2    |
| 15                        |                           | 0    | 0    | 2    | 2    |
| 15                        |                           | 0    | 0    | 2    | 2    |
| 15                        | 荷蘭                      | 0    | 0    | 2    | 2    |
| 19                        | 奥地利                    | 0    | 0    | 1    | 1    |
| 19                        | 以色列                    | 0    | 0    | 1    | 1    |
| 19                        | 科索沃                    | 0    | 0    | 1    | 1    |
| 19                        | 摩尔多瓦                  | 0    | 0    | 1    | 1    |
| 19                        | 波蘭                      | 0    | 0    | 1    | 1    |
| 19                        | 葡萄牙                    | 0    | 0    | 1    | 1    |
| 19                        | 中華臺北                  | 0    | 0    | 1    | 1    |
| 19                        | 乌克兰                    | 0    | 0    | 1    | 1    |
| 总计（共26个国家 / 地区） | 总计（共26个国家 / 地区） | 15   | 15   | 30   | 60   |

## 奖牌得主

### 男子
| 项目          | 金牌                                          | 银牌                                | 铜牌                                  |
| 60公斤级      | 高藤直壽 · 日本（JPN）                        | 恩赫泰万·阿里温包勒德 · 蒙古（MGL） | 叶尔多斯·斯梅托夫 · 哈萨克斯坦（KAZ） |
| 60公斤级      | 高藤直壽 · 日本（JPN）                        | 恩赫泰万·阿里温包勒德 · 蒙古（MGL） | 楊勇緯 · 中華臺北（TPE）              |
| 66公斤级      | 阿部一二三 · 日本（JPN）                      | 丸山城志郎 · 日本（JPN）            | 安保罗 · 韩国（KOR）                  |
| 66公斤级      | 阿部一二三 · 日本（JPN）                      | 丸山城志郎 · 日本（JPN）            | 丹尼斯·维耶鲁 · 摩尔多瓦（MDA）       |
| 73公斤级      | 森多奇尔·朝格特巴塔尔 · 蒙古（MGL）           | 橋本壯市 · 日本（JPN）              | 丹尼爾·卡格連 · 巴西（BRA）           |
| 73公斤级      | 森多奇尔·朝格特巴塔尔 · 蒙古（MGL）           | 橋本壯市 · 日本（JPN）              | 希达亚特·海达罗夫 · 阿塞拜疆（AZE）   |
| 81公斤级      | 塔托·格里加拉什维利 · 格鲁吉亚（GEO）         | 馬蒂亞斯·卡斯 · 比利时（BEL）       | 永瀨貴規 · 日本（JPN）                |
| 81公斤级      | 塔托·格里加拉什维利 · 格鲁吉亚（GEO）         | 馬蒂亞斯·卡斯 · 比利时（BEL）       | 沙米爾·博爾查什維利 · 奥地利（AUT）   |
| 90公斤级      | 達夫拉特·波波諾夫 · 乌兹别克斯坦（UZB）       | 克里斯蒂安·帕拉蒂 · 義大利（ITA）   | Luka Maisuradze · 格鲁吉亚（GEO）     |
| 90公斤级      | 達夫拉特·波波諾夫 · 乌兹别克斯坦（UZB）       | 克里斯蒂安·帕拉蒂 · 義大利（ITA）   | 拉沙·別卡烏里 · 格鲁吉亚（GEO）       |
| 100公斤级     | 穆扎法尔别克·图罗博耶夫 · 乌兹别克斯坦（UZB） | 凯尔·雷耶斯 · 加拿大（CAN）         | 米哈尔·科雷尔 · 荷兰（NED）           |
| 100公斤级     | 穆扎法尔别克·图罗博耶夫 · 乌兹别克斯坦（UZB） | 凯尔·雷耶斯 · 加拿大（CAN）         | 泽利姆·科佐耶夫 · 阿塞拜疆（AZE）     |
| 100公斤以上级 | 安迪·格兰达 · 古巴（CUB）                     | 齐藤立 · 日本（JPN）                | 古拉姆·圖希什維利 · 格鲁吉亚（GEO）   |
| 100公斤以上级 | 安迪·格兰达 · 古巴（CUB）                     | 齐藤立 · 日本（JPN）                | 金民宗 · 韩国（KOR）                  |

### 女子
| 项目         | 金牌                            | 银牌                                 | 铜牌                                    |
| 48公斤级     | 角田夏实 · 日本（JPN）          | 卡塔琳娜·门茨 · 德国（GER）          | 阿孙塔·斯库托 · 義大利（ITA）           |
| 48公斤级     | 角田夏实 · 日本（JPN）          | 卡塔琳娜·门茨 · 德国（GER）          | 阿比芭·阿布扎基诺娃 · 哈萨克斯坦（KAZ） |
| 52公斤级     | 阿部诗 · 日本（JPN）            | 雀爾茜·賈爾斯 · 英国（GBR）          | 迪絲特麗亞·克拉斯尼奇 · 科索沃（KOS）   |
| 52公斤级     | 阿部诗 · 日本（JPN）            | 雀爾茜·賈爾斯 · 英国（GBR）          | 阿芒迪娜·比沙尔 · 法國（FRA）           |
| 57公斤级     | 拉斐拉·席尔瓦 · 巴西（BRA）     | 舟久保遥香 · 日本（JPN）             | 潔西卡·克林姆凱特 · 加拿大（CAN）       |
| 57公斤级     | 拉斐拉·席尔瓦 · 巴西（BRA）     | 舟久保遥香 · 日本（JPN）             | 勒哈格瓦图高·恩赫丽伦 · 蒙古（MGL）     |
| 63公斤级     | 堀川惠 · 日本（JPN）            | 卡特琳·博舍曼-皮纳尔 · 加拿大（CAN） | Manon Deketer · 法國（FRA）             |
| 63公斤级     | 堀川惠 · 日本（JPN）            | 卡特琳·博舍曼-皮纳尔 · 加拿大（CAN） | 芭芭拉·蒂莫 · 葡萄牙（POR）             |
| 70公斤级     | 芭芭拉·马蒂奇 · 克罗地亚（CRO） | Lara Cvjetko · 克罗地亚（CRO）       | 新添左季 · 日本（JPN）                  |
| 70公斤级     | 芭芭拉·马蒂奇 · 克罗地亚（CRO） | Lara Cvjetko · 克罗地亚（CRO）       | 桑内·范戴克 · 荷兰（NED）               |
| 78公斤级     | 梅拉·阿吉亞爾 · 巴西（BRA）     | 马振昭 · 中国（CHN）                 | 伊丽莎白·利特维年科 · 乌克兰（UKR）     |
| 78公斤级     | 梅拉·阿吉亞爾 · 巴西（BRA）     | 马振昭 · 中国（CHN）                 | 贝娅塔·帕楚特-克沃奇科 · 波兰（POL）    |
| 78公斤以上级 | 羅曼·迪科 · 法國（FRA）         | 比阿特丽斯·索萨 · 巴西（BRA）        | 冨田若春 · 日本（JPN）                  |
| 78公斤以上级 | 羅曼·迪科 · 法國（FRA）         | 比阿特丽斯·索萨 · 巴西（BRA）        | Julia Tolofua · 法國（FRA）             |

### 混合
| 项目 | 金牌 | 银牌 | 铜牌 |
| 团体 | 日本 · 舟久保遥香 · 原田健士 · 橋本壯市 · 堀川惠 · 增山香补 · 新添左季 · 太田彪雅 · 齐藤立 · 田嶋剛希 · 高橋瑠璃 · 玉置桃 · 冨田若春 | 法國 · Benjamin Axus · 阿芒迪娜·比沙尔 · 莎拉-萊昂妮·西西克 · 羅曼·迪科 · 若昂-邦雅曼·加巴 · 玛丽-伊芙·加耶 · Kenny Liveze · Alexis Mathieu · Aleksa Mitrovic · 玛尔戈·皮诺 · Joseph Terhec · Julia Tolofua | 德国 · Alina Böhm · 米丽娅姆·布特克赖特 · 约翰内斯·弗赖 · Alexander Gabler · Sarah Mäkelburg · 多米尼克·雷塞尔 · Jonas Schreiber · 保利娜·施塔克 · 愛德華·特里佩爾 · 安娜-瑪麗亞·瓦格納 · 伊戈尔·万特克 · Jana Ziegler |
| 团体 | 日本 · 舟久保遥香 · 原田健士 · 橋本壯市 · 堀川惠 · 增山香补 · 新添左季 · 太田彪雅 · 齐藤立 · 田嶋剛希 · 高橋瑠璃 · 玉置桃 · 冨田若春 | 法國 · Benjamin Axus · 阿芒迪娜·比沙尔 · 莎拉-萊昂妮·西西克 · 羅曼·迪科 · 若昂-邦雅曼·加巴 · 玛丽-伊芙·加耶 · Kenny Liveze · Alexis Mathieu · Aleksa Mitrovic · 玛尔戈·皮诺 · Joseph Terhec · Julia Tolofua | 以色列 · Tal Flicker · Maya Goshen · Guy Gurevitch · 拉兹·赫什科 · Serafim Kompaniez · 茵巴尔·拉尼尔 · Ido Levin · 萨吉·穆基 · 提姆娜·纳尔逊-利维 · 彼得·帕利奇克 · 盖芬·普里莫 · 吉莉·沙里尔                          |